# TTK Banka Skopje
TTK Banka Skopje (code MBI 10 : TTK) est une banque macédonienne qui a son siège social à Skopje. Elle entre dans la composition du MBI 10, l'indice principal de la Bourse macédonienne.

## Histoire
La banque a été créée en 2006. Elle hérite des infrastructures de la Teteks – Kreditna Banka Skopje, fondée en 2001 lors de la fusion de la Kreditna banka Bitola et de la Teteks banka Tetovo, toutes deux nées en 1993.